# سام ریکتس
سام ریکتس (انگلیسی: Sam Ricketts؛ زادهٔ ۱۱ اکتبر ۱۹۸۱) یک بازیکن فوتبال اهل بریتانیا است.